# Wintonotitan
Wintonotitan é um gênero de dinossauro saurópode descoberta na formação Winton, uma região rochosa do período Cretáceo localizada no estado de Queensland, nordeste da Austrália. Há uma única espécie descrita para o gênero Wintonotitan wattsi.